# Tetramerista glabra
Tetramerista glabra är en tvåhjärtbladig växtart som beskrevs av Friedrich Anton Wilhelm Miquel. Tetramerista glabra ingår i släktet Tetramerista och familjen Tetrameristaceae. Inga underarter finns listade i Catalogue of Life.